# Sükhbaataryn Batbold
Sükhbaataryn Batbold (en mongol : Сүхбаатарын Батболд), né le 24 juin 1963 à Oulan-Bator, est un homme politique mongol, membre du Parti du peuple mongol et Premier ministre du 29 octobre 2009 au 10 août 2012.

## Biographie

### Études et carrière
Batbold étudie au lycée d'Oulan-Bator, puis à l'Institut d'État des relations internationales de Moscou entre 1980 et 1986. Plus tard, il fréquente également la London Business School en 1991 et l'académie diplomatique du ministre des Affaires étrangères russe en 2002. Il parle couramment le russe et l'anglais.
Il travaille à partir de 1986 comme expert au ministère des Relations économiques extérieures, puis dirige la coopérative étatique d'exportation mongole Impex de 1988 à 1992. De 1992 à 2000, Batbold dirige l'entreprise Altai Trading Co. Ltd., qui détient en particulier l'hôtel Gengis Khan et l'opérateur de téléphonie mobile Skytel. L'entreprise est depuis dirigée par sa femme. Altai Trading a mis sur pied une coentreprise avec Centerra Gold.
Batbold est considéré comme l'un des hommes les plus riches de Mongolie.
En octobre 2021, son nom est cité dans les Pandora Papers.

### Vie personnelle
Batbold a divorcé et a cinq enfants avec sa seconde femme.

## Carrière politique
Batbold est élu à deux reprises au Grand Houral et est vice-ministre des Affaires étrangères entre 2000 et 2004, puis ministre d'État chargé du Commerce et de l'Industrie entre 2004 et 2006. Il est enfin ministre des Affaires étrangères entre septembre 2008 et octobre 2009, date de sa nomination au poste de Premier ministre.

### Ministre des Affaires étrangères
En tant que ministre des Affaires étrangères, il rencontre le secrétaire général des Nations unies Ban Ki-moon à Oulan-Bator pour discuter des changements climatiques en Mongolie. Batbold remplace le Premier ministre Sanjaagiin Bayar à la rencontre des chefs de gouvernements de l'Organisation de coopération de Shanghai.

### Premier ministre
Après la démission de Bayar pour raisons de santé, Batbold est proposé comme candidat au poste de Premier ministre par son parti. Il est nommé par le président Tsakhiagiin Elbegdorj et confirmé par le Grand Houral le 29 octobre 2009,. Il est élu président du PPM le 8 avril 2010, en remplacement de Bayar.
Les élections législatives du 28 juin 2012 sont un échec pour le PPM et le 10 août suivant, Batbold cède son poste de Premier ministre à Norovyn Altankhuyag, chef du Parti démocrate.

### Maire d'Oulan-Bator
En juillet 2016, Batbold est élu maire de la capitale, Oulan-Bator.